# Aquilonastra corallicola
Aquilonastra corallicola is een zeester uit de familie Asterinidae.
De wetenschappelijke naam van de soort werd in 1977 gepubliceerd door Marsh.